# Stipa arcuata
Stipa arcuata är en gräsart som beskrevs av R.Fries. Stipa arcuata ingår i släktet fjädergrässläktet, och familjen gräs. Inga underarter finns listade i Catalogue of Life.